# Liste de personnalités figurant sur les timbres du Royaume-Uni
Le Royaume-Uni est le premier pays au monde à émettre un timbre postal : le Penny Black, le 1er mai 1840 où apparaît Victoria, de profil. Depuis, les timbres britanniques font apparaître le visage de leur souverain chaque année. Aujourd'hui encore, Élisabeth II est présente sur absolument tous les timbres émis puisqu'on aperçoit sa silhouette en haut à droite. William Shakespeare est la première personnalité qui ne soit pas un souverain de ce pays à apparaître sur un timbre postal, en 1964.

## Royaume-Uni
Cela inclus uniquement les timbres poste.

### A
- Nicola Adams, boxeuse (2012)
- Ben Ainslie, marin (2012)
- John Alcock, aviateur (1969)
- Alexandre le Grand, roi (2003)
- Elizabeth Garrett Anderson, médecin (2008)
- Anne, reine (2010)
- Jessica-Jane Applegate, nageuse (2012)
- Catherine d'Aragon, reine (1997)
- John Richard Archer, politicien (2013)
- Richard Arkwright, industriel (2009)
- Clement Attlee, premier ministre (2014)

### B
- Charles Babbage, mathématicien (1990, 2010)
- Timothy Baillie, céiste (2012)
- Colin Baker, acteur (2013)
- Natasha Baker, cavalière (2012)
- Ronnie Barker, comique (2015)
- Tom Baker, acteur (2013)
- Albert Ball, pilote de chasse (2006)
- Gordon Banks, footballeur (2013)
- John Barbirolli, chef d'orchestre (1980)
- John Barnes, footballeur (2013)
- Begleiter Barney, athlète (2012)
- Billy Batten, rugbyman (1995)
- Sean Bean, acteur (2018)
- Laura Bechtolsheimer, cavalière (2012)
- Thomas Beecham, chef d'orchestre (1980)
- Jamie Bell, acteur (2011)
- George Best, footballeur (2013)
- Brian Bevan, rugbyman (1995)
- Robert Blake, amiral (1982)
- Danny Blanchflower, footballeur (1996)
- Brenda Blethyn, actrice (2014)
- Anne Boleyn, reine (1997)
- Matthew Boulton, industriel (2009)
- Elizabeth Bowes-Lyon, reine (1937, 1948, 1980, 1990, 2000, 2002, 2006)
- David Bowie, musicien (2017)
- John Boyd Orr, médecin (2016)
- John Boyega, acteur (2015)
- Robert Boyle, physicien (2010)
- Scott Brash, cavalier (2012)
- James Brindley, ingénieur (2009)
- Benjamin Britten, compositeur (2013)
- Charlotte Brontë, romancière (1980)
- Emily Brontë, poétesse (1980)
- Arthur Whitten Brown, aviateur (1969)
- Alistair Brownlee, triathlète (2012)
- Steven Burke, cycliste (2012)
- Edward Burne-Jones, peintre (1992)
- Robert Burns, poète (1966, 2009)
- Matt Busby, footballeur (2009)
- Mickey Bushell, athlète (2012)
- Josephine Butler, travailleuse sociale (2016)

### C
- George de Cambridge, prince (2016)
- William de Cambridge, prince (2000, 2003, 2011, 2016)
- Donald Campbell, pilote automobile (2009)
- Luke Campbell, boxeur (2012)
- Augustin de Cantorbéry, saint (1997)
- Barbara Castle, femme politique (2008)
- William Caxton, imprimeur (1976, 2008)
- Charlie Chaplin, acteur (1985, 1999)
- Peter Charles, cavalier (2012)
- Charles Ier, roi (2010)
- Charles II, roi (2010)
- John Charles, footballeur (2013)
- Ian Charleson, acteur (2014)
- Bobby Charlton, footballeur (2013)
- Noel Godfrey Chavasse, médecin (2006)
- Francis Chichester, aviateur (2003)
- Mairi Chisholm, infirmière (2017)
- Hayden Christensen, acteur (2015)
- Sophie Christiansen, cavalière (2012)
- Winston Churchill, homme d'Etat (1965, 1974, 2006, 2010, 2014)
- Edward Clancy, cycliste (2012)
- Jim Clark, pilote automobile (2007)
- Emilia Clarke, actrice (2018)
- Thomas Clarkson, abolitionniste (2007)
- Claude, empereur (1993)
- Anne de Clèves, reine (1997)
- Hannah Cockroft, athlète (2012)
- Mark Colbourne, cycliste (2012)
- Billy Connolly, comique (2015)
- Peter Cook, acteur (1998, 2015)
- Tommy Cooper, comique (1998)
- Katherine Copeland, rameuse (2012)
- Ronnie Corbett, comique (2015)
- John Travers Cornwell, militaire (2006)
- Nikolaj Coster-Waldau, acteur (2018)
- Josef Craig, nageur (2012)
- Ben Cross, acteur (2014)
- Andrew Cunningham, officier de marine (1982)
- Peter Cushing, acteur (2013)

### D
- Charles Dance, acteur (2018)
- Charles Darwin, naturaliste (1982, 2006, 2009)
- Elizabeth David, écrivaine (2013)
- Aled Davies, athlète (2012)
- Richard Davies, prêtre (1988)
- Peter Davison, acteur (2013)
- Les Dawson, comique (1998)
- Dixie Dean, footballeur (1996)
- Frederick Delius, compositeur (2012)
- Richard Dimbleby, journaliste (2013)
- Hugh Dowding, officier (1986)
- Arthur Conan Doyle, écrivain (2009)
- Francis Drake, homme politique (1973, 2009)
- Charlotte Dujardin, cavalière (2012)
- Keir Dullea, acteur (2014)

### E

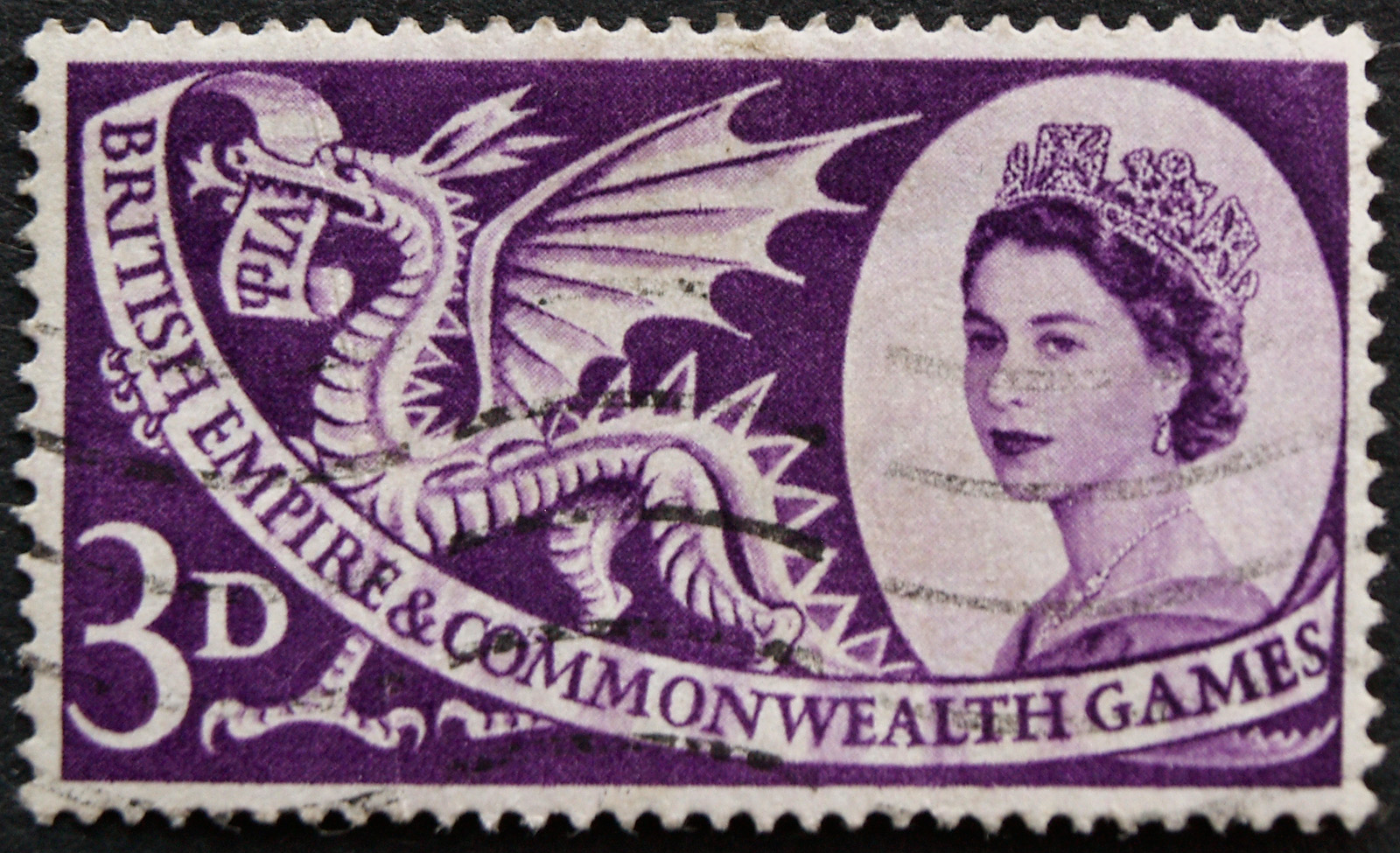
Élisabeth II sur un timbre de 1958 célébrant les Jeux de l'Empire britannique et du Commonwealth de 1958.

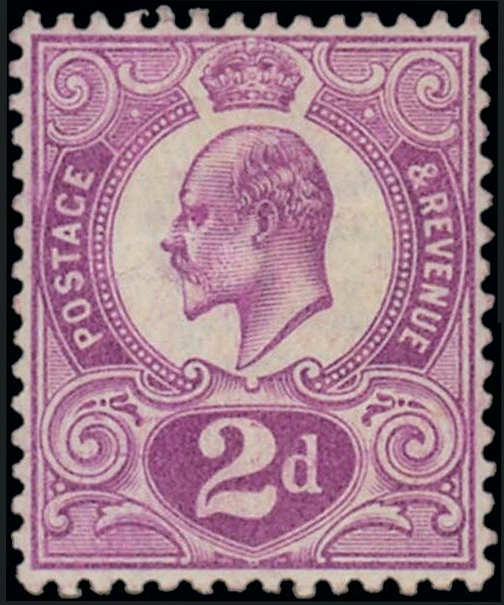
Edouard VII sur un timbre de 1910.

- Christopher Eccleston, acteur (2013)
- Édouard V, roi (2008)
- Édouard VI, roi (2009)
- Édouard VII, roi (1902, 1904-1910, 2010-2011)
- Édouard VIII, roi (1936, 2011)
- Duncan Edwards, footballeur (1996)
- Sergent Major Edwards, sergent major (2004)
- George Eliot, romancière (1980)
- T. S. Eliot, poète (2006)
- Élisabeth Ire, reine (2009)
- Élisabeth II, reine (chaque année à partir de 1952)
- Jessica Ennis-Hill, athlète (2012)
- Olaudah Equiano, marin (2007)

### F
- Neil Fachie, athlète (2012)
- Michael Faraday, physicien (1991)
- Mohamed Farah, athlète (2012)
- Millicent Fawcett, femme politique (2008)
- Sarah Ferguson, duchesse (1985)
- Kathleen Ferrier, pianiste (2012)
- Carrie Fisher, actrice (2015)
- John Arbuthnot Fisher, amiral (1982)
- Margot Fonteyn, danseuse de ballet (1996)
- Harrison Ford, acteur (2015)
- Jonathan Fox, nageur (2012)
- Benjamin Franklin, homme politique (1976, 2010)
- Dawn French, comique (2015)
- Elisabeth Frink, designer (1996)
- Martin Frobisher, marin (1972)
- Joan Mary Fry, militante (2012)
- Judy Fryd, bienfaitrice (2009)

### G

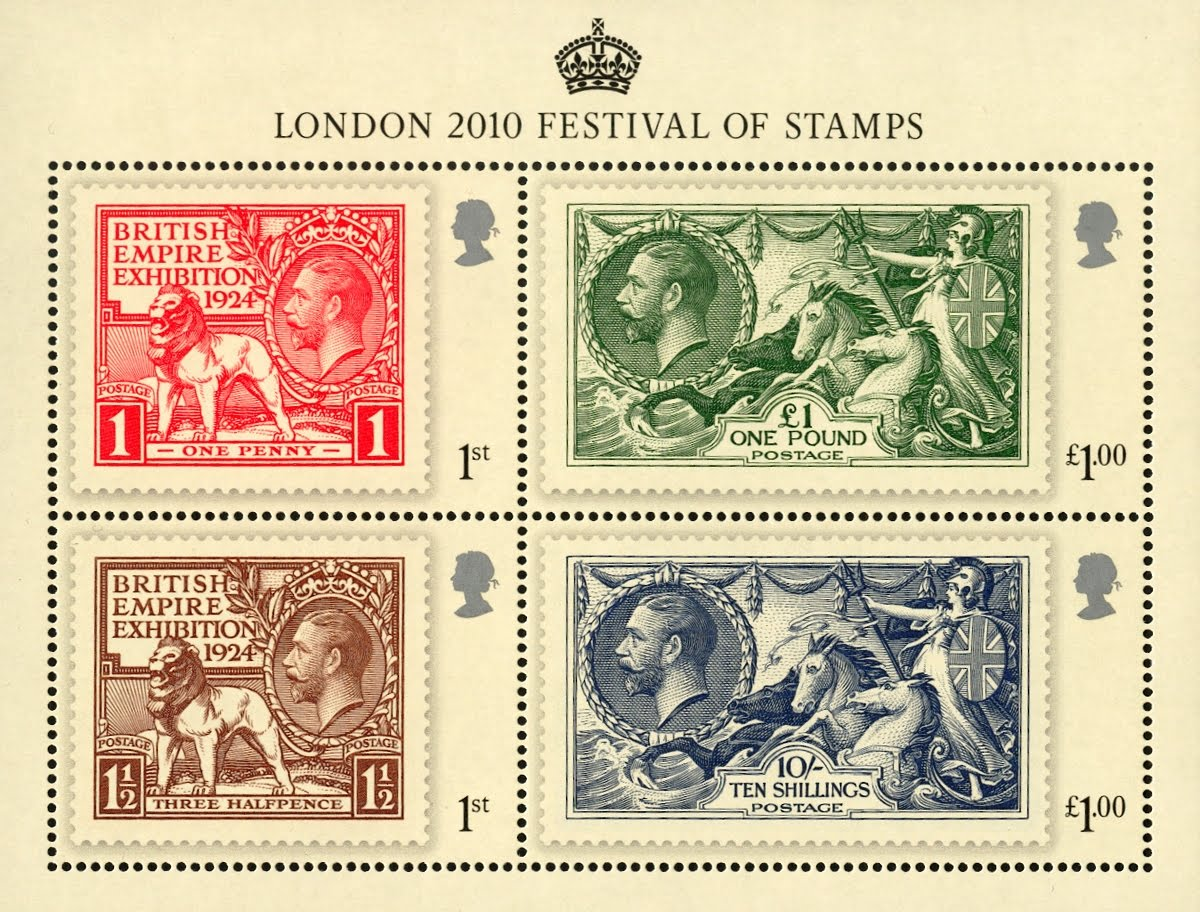
George V sur un bloc de 2010 émis pour le London 2010 Festival of Stamps reprenant des timbres de 1924 émis à l'époque pour le même festival.

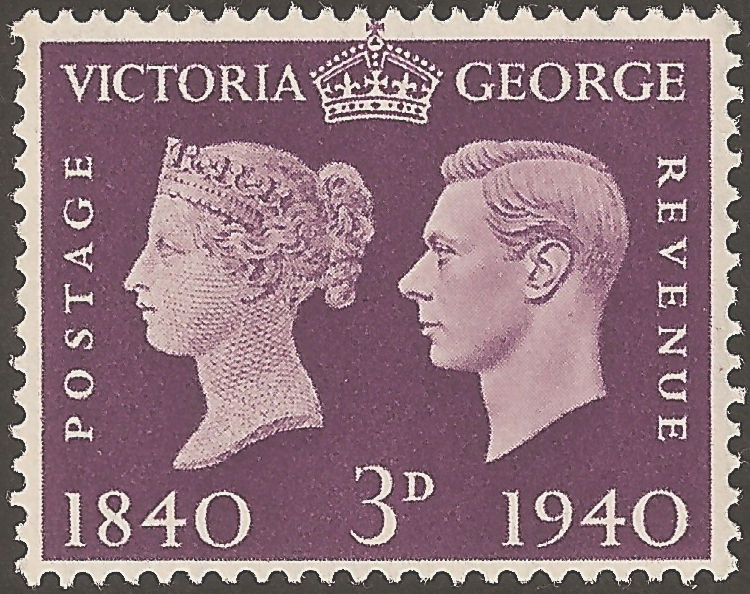
George VI et Victoria sur un timbre de 1950 commémorant le centenaire du Penny Black avec 10 ans de décalage à cause de la Seconde Guerre mondiale.

- Charles de Galles, prince (1969, 1980, 2000, 2005, 2016)
- Abram Games, graphiste (2014)
- Mohandas Karamchand Gandhi, homme politique (1969)
- Elizabeth Gaskell, romancière (1980)
- George Ier, roi (2011)
- George II, roi (2011)
- George III, roi (2011)
- George IV, roi (2011)
- George V, roi (1911-1913, 1915, 1918, 1922, 1924-1929, 1934-1936, 2011)
- George VI, roi (1937-1951, 2011, 2016)
- David Lloyd George, premier ministre (2013)
- William Ewart Gladstone, premier ministre (2009, 2014)
- Sergent Glasgow, sergent (2004)
- Helen Glover, rameuse (2012)
- Owain Glyndŵr, prince (1974, 2008)
- W. G. Grace, joueur de cricket (1988)
- Katherine Grainger, rameuse (2012)
- Thomas Gray, poète (1971)
- Jimmy Greaves, footballeur (2013)
- Alex Gregory, rameur (2012)
- Joyce Grenfell, actrice (1998)
- Charles Grey, premier ministre (2014)
- Jeanne Grey, reine (2009)
- Alec Guinness, acteur (2014-2015)

### H
- Hadrien, empereur (1993)
- Mark Hamill, acteur (2015)
- Thomas Hardy, poète (1990)
- Kit Harington, acteur (2018)
- Arthur Travers Harris, commandant militaire (1986)
- Marea Hartman, athlète (1996)
- William Hartnell, acteur (2013)
- William Harvey, médecin (2010)
- Nigel Havers, acteur (2014)
- Lena Headey, actrice (2018)
- Henri IV, roi (2008)
- Henri V, roi (1974, 2008)
- Henri VI, roi (2008)
- Henri VII, roi (2009)
- Henri VIII, roi (1982, 1997, 2009)
- Lenny Henry, comique (2015)
- William Herschel, astronome (1970)
- Graham Hill, pilote automobile (2007)
- Rowland Hill, inventeur (1979, 1995)
- Edmund Hillary, alpiniste (2003)
- Philip Hindes, cycliste (2012)
- Alfred Hitchcock, réalisateur (1985)
- Dorothy Crowfoot Hodgkin, biochimiste (1996, 2010)
- Ian Holm, acteur (2014)
- Sophie Hosking, rameuse (2012)
- Catherine Howard, reine (1997)
- Chris Hoy, cycliste (2012)
- Henry Hudson, explorateur (1972)
- Arthur Hughes, peintre (1992)
- James Hunt, pilote automobile (2007)
- Kim Hunter, actrice (2014)
- Oliver Hynd, nageur (2012)

### I
- Colomba d'Iona, saint (1997)
- Patrick d'Irlande, saint (2008)

### J
- Jacques Ier, roi (2010)
- Jacques Ier d'Écosse, roi (2010)
- Jacques II, roi (2010)
- Jacques IV d'Écosse, roi (2010)
- Jacques V, roi (2010)
- Montague Rhodes James, écrivain (2012)
- Tom James, rameur (2012)
- Marianne Jean-Baptiste, actrice (2014)
- Eglantyne Jebb, philanthrope (2016)
- Edward Jenner, scientifique (2010)
- Humphrey Jennings, acteur (2014)
- Jésus-Christ, prophète (chaque année à partir de 1967)
- Amy Johnson, aviatrice (2002)
- Samuel Johnson, auteur (2009)
- Claudia Jones, journaliste (2008)
- Jade Jones, taekwondoïste (2012)
- Anthony Joshua, boxeur (2012)

### K
- Anthony Kappes, cycliste (2012)
- John Keats, poète (1971)
- Kevin Keegan, footballeur (2013)
- Peter Kennaugh, cycliste (2012)
- Jason Kenny, cycliste (2012)
- Laura Kenny, cycliste (2012)
- Æthelberht de Kent, roi (1997)
- Noor Inayat Khan, espionne (2014)
- Keira Knightley, actrice (2014)
- Elie Knocker, infirmière (2017)
- John Knox, théologien (2010)

### L
- Stan Laurel, acteur (1990-1991, 2001)
- Denis Law, footballeur (2013)
- Mary Leakey, archéologue (2013)
- Vivien Leigh, actrice (1985, 1995, 2013)
- Joseph Lister, chirurgien (1965, 2010)
- Joan Littlewood, actrice (2014)
- David Livingstone, médecin (1973)
- Charles Davis Lucas, militaire (2006)
- Helena Lucas, athlète (2012)

### M
- Arnold Machin, sculpteur (2007)
- Dave Mackay, footballeur (2013)
- Craig MacLean, cycliste (2012)
- Charlotte Meade, militaire (2016)
- Ben Maher, cavalier (2012)
- Nelson Mandela, président (2016)
- Nigel Mansell, pilote automobile (2007)
- Guglielmo Marconi, physicien (1995)
- Marie, sainte (chaque année à partir de 1967)
- Marie II, reine (2010)
- Meghan Markle, actrice (2018)
- Henry Maudsley, ingénieur (2009)
- Daphne du Maurier, romancière (1996)
- John Loudon McAdam, ingénieur (2009)
- Sylvester McCoy, acteur (2013)
- Ian McDiarmid, acteur (2015)
- Paul McGann, acteur (2013)
- Edward McKeever, athlète (2012)
- Soldat McNamara, soldat (2004)
- David de Ménevie, saint (2009)
- Joe Mercer, footballeur (2014)
- Freddie Mercury, auteur-compositeur-interprète (1999)
- Catherine Middleton, duchesse (2011)
- Spike Milligan, comique (2015)
- John Milton, poète (2010)
- Bobby Moore, footballeur (1996, 2013)
- Dudley Moore, comique (2015)
- Hannah More, femme de lettres (2007)
- Kenneth More, acteur (2014)
- Eric Morecambe, comique (1998, 2015)
- William Morgan, religieux (1988)
- Stirling Moss, pilote automobile (2007)
- Philip Mountbatten, prince (1972, 1997, 2006-2007, 2016-2017)
- Piper Muir, soldat (2004)
- Andy Murray, joueur de tennis (2012-2013)

### N
- Parminder Nagra, actrice (2014)
- Horatio Nelson, vice-amiral (1982)
- Isaac Newton, philosophe (2010)
- Florence Nightingale, infirmière (1970)
- David Niven, acteur (1985, 2014)
- Tensing Norgay, sherpa (2003)

### O
- Nelly O'Brien, courtisane (1973)
- Laurence Olivier, comédien (1996)
- Guillaume III d'Orange-Nassau, roi (2010)
- Peter O'Toole, acteur (2014)

### P
- Emmeline Pankhurst, femme politique (2006)
- Camilla Parker Bowles, duchesse (2005)
- Norman Parkinson, photographe (2013)
- Catherine Parr, reine (1997)
- Richard Parry, prêtre (1988)
- Jonnie Peacock, athlète (2012)
- Josie Pearson, joueuse de rugby (2012)
- Robert Peel, premier ministre (2014)
- Victoria Pendleton, cycliste (2012)
- Fred Perry, joueur de tennis (2009)
- Jon Pertwee, acteur (2013)
- Max Perutz, biologiste (2014)
- Mark Phillips, cavalier (1973)
- William Pitt le Jeune, premier ministre (2014)
- Roy Plomley, journaliste (2014)
- Sergent Major Pole, sergent major (2004)
- Charles Portal, chef militaire (1986)
- Sergent Powell, sergent (2004)
- Henry Purcell, musicien (2009)

### Q
- Mary Quant, créatrice de mode (2009)

### R
- Henry Raeburn, peintre (1973)
- Agansing Rai, militaire (2006)
- Walter Raleigh, écrivain (1973)
- Eleanor Rathbone, femme politique (2008)
- Peter Reed, rameur (2012)
- Pamela Relph, rameuse (2012)
- Joshua Reynolds, peintre (1973, 2006)
- Sophie Rhys-Jones, duchesse (1999)
- Richard III, roi (2008)
- Daisy Ridley, actrice (2015)
- Diana Rigg, actrice (2018)
- Gus Risman, rugbyman (1995)
- Robert Ier d'Écosse, roi (1970, 1974)
- Bryan Robson, footballeur (2013)
- James Clark Ross, explorateur (1972)
- Dante Gabriel Rossetti, peintre (1992)
- Danielle Rowe, cycliste (2012)
- Joseph Rowntree, chocolatier (2016)
- Joanna Rowsell-Shand, cycliste (2012)
- Anne du Royaume-Uni, princesse (1973)
- Ernest Rutherford, physicien (2010)
- Greg Rutherford, athlète (2012)
- Sue Ryder, espionne (2016)
- Martin Ryle, astronome (2009)

### S
- William Salesbury, clerc (1988)
- Ignatius Sancho, compositeur (2007)
- Odette Sansom, espionne (2012)
- Malcolm Sargent, chef d'orchestre (1980)
- Cicely Saunders, infirmière (2006)
- Jennifer Saunders, comique (2015)
- Robert Falcon Scott, officier (1972, 2003)
- Walter Scott, poète (1971, 2006)
- Mary Seacole, infirmière (2006)
- Peter Sellers, acteur (1985)
- Jeanne Seymour, reine (1997)
- Ernest Shackleton, explorateur (2003, 2010, 2016)
- William Shakespeare, poète (1964, 1988, 2006
- Bill Shankly, footballeur (2013)
- Granville Sharp, savant (2007)
- William Shipley, dessinateur (2004)
- Ellie Simmonds, nageuse (2012)
- Matt Smith, acteur (2013)
- Diana Spencer, princesse (1980, 1998)
- Henry Morton Stanley, journaliste (1973)
- Heather Stanning, rameuse (2012)
- Freya Stark, exploratrice (2003)
- George Stephenson, ingénieur (2009)
- Jackie Stewart, pilote automobile (2007)
- David Stone, athlète (2012)
- Marie Stopes, écrivaine (2008)
- Sarah Storey, athlète (2012)
- Etienne Stott, céiste (2012)
- Jacques François Stuart, prince (2010)
- Marie Stuart, reine (2010)
- Charles Sturt, explorateur (1973)
- Jim Sullivan, rugbyman (1995)
- Henry de Sussex, prince (2018)

### T
- Arthur Tedder, chef de guerre (1986)
- David Tennant, acteur (2013)
- Kulbir Thapa, militaire (2015)
- Margaret Thatcher, première ministre (2014)
- John Thaw, acteur (2005)
- Dylan Thomas, poète (2014)
- William Cecil Tickle, soldat (2014)
- Hugh Montague Trenchard, policier (1986)
- Patrick Troughton, acteur (2013)
- Brian Tuke, homme politique (2016)
- Sophie Turner, actrice (2018)

### U
- Charles Upham, militaire (2006)

### V

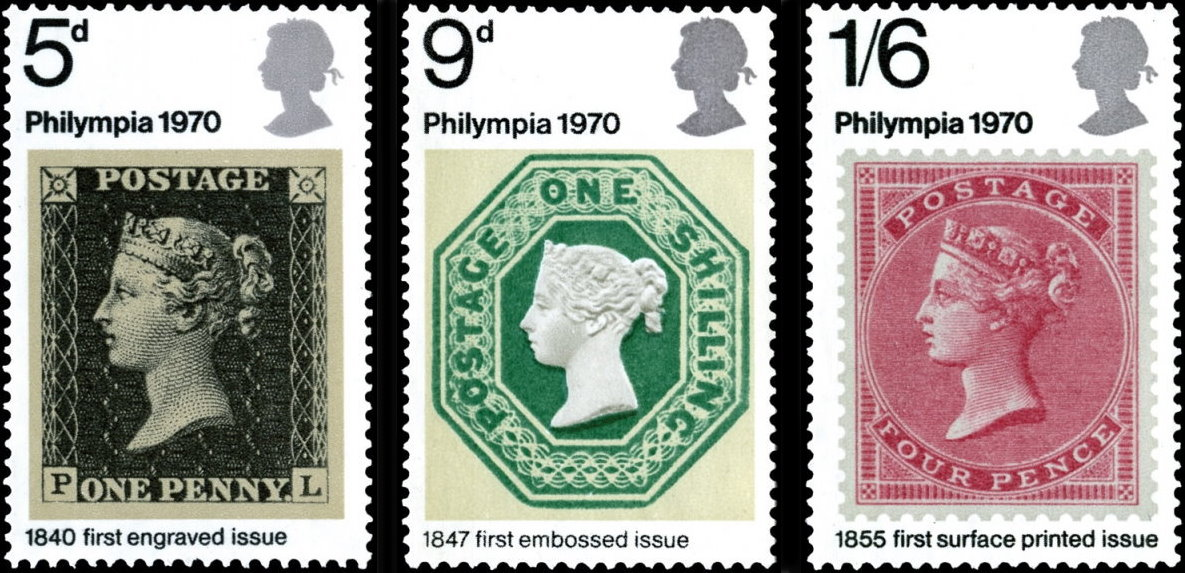
Victoria sur des timbres de 1970 émis pour le British Philympia. On y retrouve notamment une reproduction du tout premier timbre au monde : le Penny Black.

- Victoria, reine (1840-1841, 1847-1848, 1854-1865, 1867, 1870-1878, 1880-1884, 1887-1892, 1900, 1940, 1970, 1987, 1992, 1995, 2004, 2011, 2015-2016)

### W
- Harold Wagstaff, rugbyman (1995)
- Alfred Russel Wallace, naturaliste (2010)
- Robert Walpole, premier ministre (2011)
- Barbara Ward, économiste (2014)
- John William Waterhouse, peintre (1992)
- Anna Watkins, rameuse (2012)
- Harry Watt, scénariste (2014)
- James Watt, ingénieur (2009)
- Josiah Wedgwood, potier (2009)
- David Weir, athlète (2012)
- Edward de Wessex, prince (1999)
- Richard Whitehead, athlète (2012)
- Bradley Wiggins, cycliste (2012)
- William Wilberforce, homme politique (2007)
- Maisie Williams, actrice (2018)
- Ralph Vaughan Williams, compositeur (1972)
- Harold Wilson, premier ministre (2014)
- Peter Wilson, tireur sportif (2012)
- Nicholas Winton, courtier en bourse (2016)
- Norman Wisdom, comique (2015)
- Ernie Wise, comique (2015)
- Mary Wollstonecraft, femme de lettres (2009)
- Henry Wood, chef d'orchestre (1980)
- Victoria Wood, comique (2015)
- Édouard de Woodstock, duc (1974)
- Virginia Woolf, femme de lettres (2006)
- Billy Wright, footballeur (1996)
- Robert Wyndham, parachutiste (2008)

### Y
- Andrew d'York, prince (1986, 2016)

### Autres
- The Beatles, groupe de musique (2007)
- Équipe d'Angleterre de cricket de 2005 (2005)
- Les Monty Python, troupe humoristique (2015)
- Pink Floyd, groupe de musique (2016)

## Timbres définitifs régionaux
Cela prend en compte l'Angleterre, l'Écosse, le Pays de Galles et l'Irlande du Nord.

### A
- André, saint (2008) (Ecosse)

### E

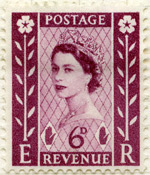
Élisabeth II sur un timbre d'Irlande du Nord de 1958.

- Élisabeth II, reine (1958, 1966-1969, 1971, 1974, 1976, 1978, 1980-1984, 1986-1991, 1993, 1996-2018)

### I
- Patrick d'Irlande, saint (2008), (Irlande du Nord)

### L
- Georges de Lydda, saint (2008) (Angleterre)

### M
- David de Ménevie, saint (2008) (Pays de Galles)

## Territoire Antarctique Britannique

### B
- John Barrow, explorateur (1980)
- Fabian Gottlieb von Bellingshausen, explorateur (1973-1981)
- John Biscoe, navigateur (1973-1981)
- Carsten Borchgrevink, explorateur (2008)
- Elizabeth Bowes-Lyon, reine (1990, 2002)
- William Speirs Bruce, océanographe (1973-1981, 2002, 2008)

### C
- Jean-Baptiste Charcot, médecin (1973-1981)
- Winston Churchill, premier ministre (1966, 1974)
- James Cook, navigateur (1973-1981, 1994, 2008)
- George Curzon, gouverneur des Indes (1980)

### D
- Diana Dors, actrice (2017)
- Jules Dumont d'Urville, explorateur (1973-1981)

### E

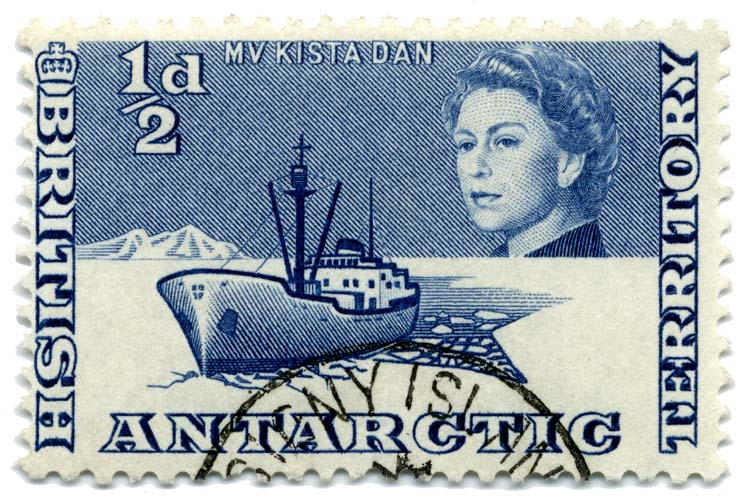
Élisabeth II sur un timbre de 1963 représentant un navire brise-glace.

- Élisabeth II, reine (1963, 1966, 1969, 1971-1972, 1977-1978 puis chaque année à partir de 1983)
- Lincoln Ellsworth, explorateur (1973-1981)

### F
- Vivian Fuchs, explorateur (2008)

### G
- Charles de Galles, prince (1982)
- George VI, roi (1990)
- Adrien de Gerlache de Gomery, explorateur (1973-1981)
- William Goodenough, officier de marine (1980)

### H
- Edmond Halley, astronome (1986)
- Joseph Dalton Hooker, botaniste (1985)

### L
- Carl Anton Larsen, explorateur (1973-1981)
- Sophia Loren, actrice (2017)

### M
- Neil Alison Mackintosh, biologiste (2008)
- Jayne Mansfield, actrice (2017)
- Victor Marchesi, navigateur (2008)
- Clements Markham, explorateur (1980)
- Douglas Mawson, explorateur (2008)
- Robert McCormick, naturaliste (1985)
- Philip Mountbatten, prince (1972, 1977, 2017)

### N
- Otto Nordenskjöld, géologue (1973-1981)

### P
- Mark Phillips, cavalier (1973)
- Raymond Priestley, géologue (1980)

### Q
- Jean René Constant Quoy, zoologiste (1985)

### R
- James Clark Ross, explorateur (1973-1981, 1994, 2008)
- Anne du Royaume-Uni, princesse (1973)
- Margaret du Royaume-Uni, princesse (1990)
- Jane Russell, actrice (2017)
- John Riddoch Rymill, explorateur (1973-1981, 2008, 2012)

### S
- Robert Falcon Scott, officier (1987, 1994, 2001, 2008, 2010)
- Ernest Shackleton, explorateur (1973-1981, 1994, 2001, 2005, 2008, 2013)
- Diana Spencer, princesse (1982, 1998)

### W
- James Weddell, navigateur (1973-1981, 1985, 2008)
- Hubert Wilkins, géographe (1973-1981)
- Edward Adrian Wilson, explorateur (2001)
- James Wordie, géologie (1980)

## Afrique Centrale britannique

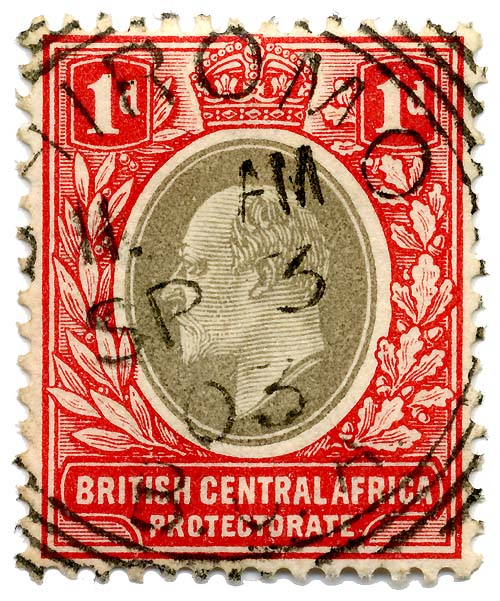
Edouard VII sur un timbre de 1907 de l'Afrique centrale britannique.

### E
- Édouard VII, roi (1903-1907)

## Afrique de l'Est britannique

### B
- Khalid ibn Bargach, sultan (1987)

### V
- Victoria, reine (1890, 1985-1901)

## Forces britanniques en Afrique de l'Est et Forces britanniques au Moyen-Orient

### G
- George VI, roi (1942-1947)

## Officiers de l'amirauté

### E
- Édouard VII, roi (1903-1904)

## Officiers de l'armée

### E
- Édouard VII, roi (1902)

### V
- Victoria, reine (1896, 1900-1901)

## Conseil de l'éducation

### E
- Édouard VII, roi (1902, 1904)

### V
- Victoria, reine (1902)

## Courriers gouvernementaux

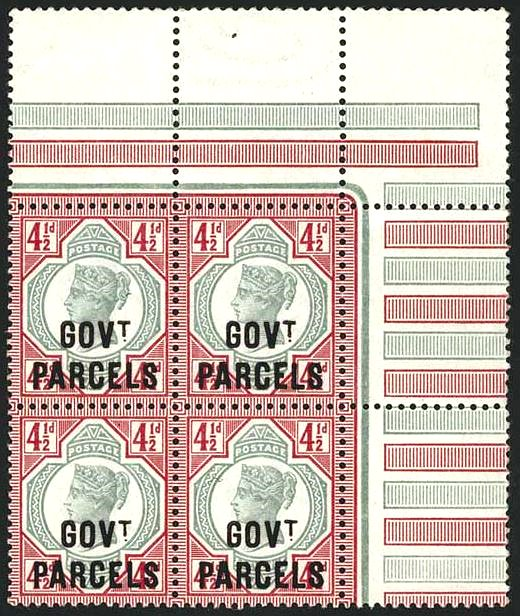
Victoria sur des timbres de 1891 surchargé afin de permettre leur utilisation pour les courriers gouvernementaux.

### E
- Édouard VII, roi (1902)

### V
- Victoria, reine (1883, 1886-1888, 1890-1982, 1987, 1900)

## Officiers de l'administration fiscale

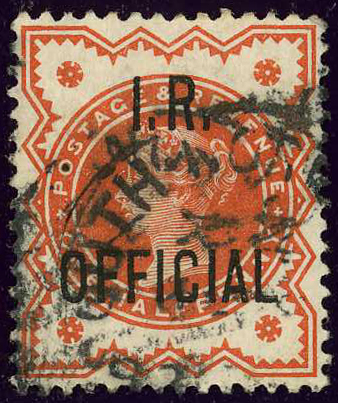
Victoria sur un timbre de 1888 surchargé afin de permettre son utilisation par l'administration fiscale.

### E
- Édouard VII, roi (1902, 1904)

### V
- Victoria, reine (1882, 1885, 1888-1892, 1901)

## Officiers de l'Office Work

### E
- Édouard VII, roi (1902-1903)

### V
- Victoria, reine (1896, 1901-1902)

## Officiers de la maison royale

### E
- Édouard VII, roi (1902)

## Timbres de télégraphe

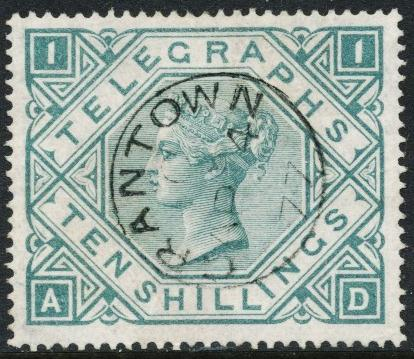
Victoria sur un timbre de télégraphe de 1877

### V
- Victoria, reine (1876-1877, 1880-1881)

## Sources
- Catalogue de timbres en ligne